# Ásta Fanney Sigurðardóttir
Ásta Fanney Sigurðardóttir, född 1987, är en isländsk poet, performanceartist, musiker och konstnär.

## Biografi
Ásta Fanney är född 1987 och bosatt i Reykjavik. Hon har studerat vid Islands konsthögskola. Ásta Fanney är en mångsidig konstnär som arbetar inom poesi, musik och performancekonst, och kombinerar då inte sällan uttryckssätten i sitt skapande. Som poet framträder hon även på Spoken word-scener. En av hennes poetiska influenser är den tyska poeten Hugo Ball.
Ásta Fanney debuterade 2012 med diktsamlingen Herra Hjúkket som en av 25 unga isländska poeter som av förlaget Partus Press fick i uppdrag att författa varsin diktsamling på temat graviditetsdikter. Sedan debuten har hon uppmärksammats såväl nationellt som internationellt och därigenom deltagit vid flera internationella poesifestivaler med mera, däribland Stockholms Internationella Poesifestival 2017.
2017 tilldelades Ásta Fanney det prestigefyllda isländska poesipriset Jón från Vörs diktkäpp (isländska: Ljóðstafur Jóns úr Vör), som utdelas baserat på en dikt per tävlande vilka juryn bedömer utan att veta vilken poet som skrivit vilken dikt.
Ásta Fanney Sigurðardóttir är en av grundarna till ett galleri för samtidskonst i Reykjavik kallat Kunstchlager. Hon är även en av tre medlemmar i den isländska elektropopgruppen aiYa.

### Utgivning på svenska
- 2021 – Evigheters evighet (översättning av Eilífðarnón)[11]

## Utmärkelser
- 2017 – Jón från Vörs diktkäpp